# Samuel Eto'o
Samuel Eto'o (født 10. marts 1981 i Cameroun) er en tidligere fodboldspiller, der primært spillede som angriber. I 1996 blev han af Real Madrid hentet til Spanien, i første omgang for at spille på en af denne klubs satellitklubber. Han fik ikke succes hos Real Madrid, og han blev derefter udlejet til RCD Mallorca. I denne klub fik han snart succes, og med 11 mål i sin anden sæson (2000-01) tiltrak han snart interesse fra flere andre klubber. Mallorca sikrede sig Eto'o for en rekordsum af ca. 50 millioner kr.
Han fortsatte med at lave mål og nåede i sin tid hos Mallorca at blive klubbens mest scorende spiller nogensinde. Samtidig blev der dog rapporteret om en række uheldige episoder med Eto'o uden for banen, hvor han blandt andet skulle have udstedt dødstrusler mod en journalist.
Eto'o skiftede til FC Barcelona i sommeren 2004 efter lange forhandlinger med Mallorca og rivalerne fra Real Madrid, der ejede 50% af rettighederne til den camerounske landsholdsspiller. Samuel Eto'o fik debut for Barcelona 18. august 2004, og det blev i denne klub, at han for alvorblev et verdensnavn. I sin første sæson scorede han 24 mål og var dermed stærkt medvirkende til  klubbens spanske mesterskab i 2005. Succesen gentog sig sæsonen efter, hvor han desuden blev topscorer i den spanske liga. I maj 2006 scorede Eto'o i UEFA Champions League-finalen mod Arsenal F.C. på Stade de France i Paris, hvor FC Barcelona også vandt finalen med 2-1.
Eto'o blev i sommeren 2009, af FC Barcelona, sendt til Internazionale i bytte for Zlatan Ibrahimovic. 
Den 23 august 2011 skiftede Eto'o til russiske Anzhi Makhachkala på en 3 årige kontrakt, og blev den bedst betalte fodboldspiller i verden, med en løn på 150 millioner kroner om året.[kilde mangler]
I 2013 skiftede Eto'o til Chelsea hvor han spillede et år, og blandt andet lavede hattrick mod Manchester United på Stamford Bridge.
Eto'o har været genstand for racistiske tilråb og angreb i flere tilfælde, og tilsvarende situationer for blandt andet Arsenals Thierry Henry har bragt fokus på den stigende racisme, der også kendes fra andre europæiske lande [kilde mangler]. Kampagner for at tage afstand til racisme har derfor været sat i værk i flere lande.

## Hædersbevisninger
Samuel Eto'o har modtaget flere hædersbevisninger for sit spil, heriblandt årets fodboldspiller fra Afrika tre år i træk (2003-2005), i 2006 blev han kåret til Champions Leagues bedste angriber, verdens tredje bedste fodboldspiller i 2005.

## Skattesag
De spanske skattemyndigheder lagde i 2016 sag an mod Eto'o, som de mener har gjort sig skyld i skatteunddragelser gennem årene 2006-2009. Myndighederne kræver ham idømt 10½ års fængsel. Eto'os advokat søger iflg. El Pais straffen nedsat til to år mod at den sigtede tilbagebetaler 3,8 mio. €. 